# Alliance « La sortie »
Cette page contient des caractères spéciaux ou non latins. S’ils s’affichent mal (▯, ?, etc.), consultez la page d’aide Unicode.
L’Alliance « La sortie » (en arménien : Yelk Dashink ou avec l'alphabet arménien : «Ելք» դաշինք, ԵԼՔ) est une ancienne coalition de partis politiques et groupe parlementaire arménien.

## Historique
Créée en 2016, elle regroupe les partis Contrat civil, Arménie lumineuse et République. Elle participe aux élections législatives du 2 avril 2017 et s'inscrit dans l'opposition au régime du président Serge Sarkissian. 
Sa principale figure est Nikol Pachinian, qui devient Premier ministre le 8 mai 2018 à la suite de la révolution arménienne. Peu de temps après, elle est remplacée par une nouvelle coalition appelée Alliance « Mon pas ».

## Résultats électoraux

### Élections législatives
| Année | Voix    | %    | Sièges  | Gouvernement                                    |
| ----- | ------- | ---- | ------- | ----------------------------------------------- |
| 2017  | 122 049 | 7,78 | 9 / 105 | Opposition (2017-2018), Pachinian I (2018-2019) |

### Élections municipales à Erevan
| Année | Voix    | %    | Sièges  |
| ----- | ------- | ---- | ------- |
| 2017  | 122 049 | 7,78 | 14 / 65 |